# Орки
О́рки (англ. Orcs, /ɔːrk/) — вымышленные гуманоидные существа в фольклоре народов Западной Европы и в современных произведениях жанра фэнтези. Орки имеют большое сходство с гоблинами и входят в число стандартных видов фэнтезийных существ.
Орки стали широко известны прежде всего благодаря фэнтезийным произведениям английского писателя Дж. Р. Р. Толкина. В частности, в его знаменитом романе «Властелин колец» орки — раса уродливых, жестоких и агрессивных монстров — контрастирует с олицетворяющими добро эльфами. Орки служат силам зла, хотя они в некоторой степени разделяют человеческое чувство морали; одним из неоднозначных вариантов происхождения орков стала история о том, что они представляют собой испорченную тёмными силами подрасу эльфов.
Названия мифических существ, похожие на слово «орк», найдены в древнеанглийской поэме «Беовульф», в поэзии раннего Нового времени и в народных сказках Северной Европы. Толкин объявлял, что он взял название существ из «Беовульфа». Орк фигурирует в списке вымышленных существ в двух романах Чарльза Кингсли середины 1860-х годов.
Архетип орков, популяризованный произведениями Толкина, со временем распространился в жанре современных фэнтези и фантастики, орки стали популярной игровой расой в настольных ролевых и видеоиграх различных жанров, таких как Dungeons & Dragons, Magic: The Gathering, Might and Magic и Warcraft.

## Происхождение слова

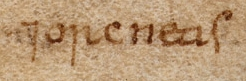
«orcneas» в поэме «Беовульф»

В жанр фэнтези орков ввёл Джон Толкин в романе «Властелин колец». Сам Толкин утверждал, что взял слово «orc» из 112 стиха англосаксонской поэмы «Беовульф», где есть слово «orcneas» — «Подводные чудища» (слово является гапаксом поэмы, трактовки его смысла и этимологии расходятся: по некоторым из них часть -neas происходит от готского naus или старонорвежского nár, означающих «труп» и «мертвец», или от староанглийского -né, производного от nebbed — «мертвец на кровати»). В поздних письмах и некоторых неопубликованных работах Толкин писал это слово как «ork». Любопытно, что латинское название косатки Orcinus orca предположительно происходит от греч. ὄρυξ — этим словом Плиний Старший обозначил некоего хищника, который мог быть как косаткой, так и кашалотом.
Классик американской детской литературы Лаймен Фрэнк Баум ввёл в свои произведения о стране Оз экстравагантно выглядящее, летающее, незлое существо Орк (в оригинале — the Ork). По словам Орка, знакомящегося с главными героями, он живёт в своей собственной стране Оркинии (в оригинале — Orkland). Он помогает героям, перевозя их на себе по небу. В частности, об этом можно прочитать в повести «Страшила из страны Оз», опубликованной ещё в 1915 г.
Орками в Англии называли норманнов. Дословно орк означает чужеземец, несущий зло и смерть (см. поэму «Битва при Гастингсе»). В древнеримской мифологии Орк (Orcus) — одно из имён Плутона, бога преисподней.

## Орк Джамбаттисты Базиле
У всемирно известного сказочника Джамбаттисты Базиле из Неаполя, жившего в XVII веке, в книге «Сказка сказок, или Забава для малых ребят» читаем следующее описание орка:

И пришел к подножию гор, да таких высоких, что с облаками в чехарду играли, кто кого выше. И тут, на корнях тополя, близ устья пещеры, вырубленной в скале, сидел орк; и — матушка моя — какой же он был страшный!
Был он маленького роста и безобразен телом, с головой больше индейской тыквы. Лицо в шишках, брови сросшиеся, глаза косые, нос приплюснутый, ноздри — как две дыры в отхожем месте, рот — как мельница, с двумя клыками длиной до колен, грудь мохнатая, руки — как ткацкое мотовило, ноги кривые, а ступни широкие, как гусиные лапы. А если вкратце, похож он был на демона, как рисуют на картинах, где его архангел Михаил копием поражает, на пугало огородное, на сонное наваждение, на злое привидение, что словами невозможно описать, а разве только сказать, что он навел бы дрожь на Роланда, ужаснул бы Скандербега и заставил бы побледнеть самого отпетого деревенского драчуна.

## Орки Дж. Р. Р. Толкина
Орки Средиземья были злобным народом, подчинявшимся Тёмному властелину и составлявшим его орды. Это были темнокожие существа с ростом среднестатистического мужчины, созданные из самых кровожадных животных и замученных пытками Мелькора эльфов. При их создании Тёмный властелин — Моргот — допустил ошибку, роковую для орков и троллей. Их создание происходило в темноте, поэтому орки, хоть, в отличие от троллей, и не каменеют, но сильно слабеют на свету. Впоследствии этот изъян был исправлен Сауроном, создавшим разновидность — урук-хай.

## Современный типаж орков
В настоящее время орки стали популярны в романах фэнтези и играх, построенных на их основе, зачастую как отдельный от гоблинов вид. Традиционное описание орка в современных произведениях фэнтези заметно отличается от гоблинов Толкина и происходит, в основном, из правил настольных игр Dungeons & Dragons и Warhammer. Орков описывают как высоких, сильных, воинственных существ с серой или оливково-зелёной кожей, большими клыками и плоскими, как у обезьян, носами. Их часто наделяют варварской культурой и стереотипной атрибутикой викингов или кочевых народов (например, гуннов или монголов), часто в сочетании с элементами культуры индейцев (такими, как поклонение тотемам и наличие шаманов). В большинстве случаев орки имеют массивное телосложение и хорошо развитую мускулатуру.
Традиционно орки выступают как антагонисты эльфов, им приписываются различные негативные характеристики: кровожадность, скудоумие, воинственность, коварство, вероломность, склонность к каннибализму и т. д. В некоторых сеттингах, таких как «Готика», орки — антагонисты людей. В большинстве случаев опасность, исходящая от орков, заключается в их количестве, силе и ярости, а не в воинском умении. Армия орков чаще всего представляет собой плохо организованную, хаотичную силу. Орочьи командиры часто описываются как сильные харизматичные лидеры, но плохие стратеги.
В современной литературе жанра фэнтези, как и в компьютерных играх, стереотип орков как злобных монстров часто пересматривается, и они предстают в более положительном свете. В играх серии Аллоды и The Elder Scrolls орки выступают как достаточно дружелюбные существа, не отличающиеся морально от других видов, за них также можно играть, хотя они по-прежнему имеют варварскую культуру и атрибутику. Во вселенной Lineage II орки являются видом, обладающим крупными размерами (на голову выше человека), серо-зеленой кожей, недюжинной силой, но не слишком ловким. В литературе орки впервые выступили положительными существами в цикле романов об орках писателя Стэна Николса.

### В играх серииMight & Magic
Нестандартный образ орков представлен во второй, четвертой играх серии Heroes of Might and Magic, а также в играх Might and Magic II: Gates to Another World и Might and Magic IV: Clouds of Xeen. Там орки изображены в облике уродливых свиноподобных гуманоидов. В остальных же играх серии Heroes орки выглядят по-разному: в Heroes of Might and Magic III они имеют вполне традиционный вид и зелёную кожу; в Heroes of Might and Magic V являются независимой расой, имеют коричневую кожу и позиционируются как полулюди-полудемоны. Кроме того, их культура напоминает тюркскую и монгольскую. Орки предстают в виде заклятых врагов демонов и являются, в целом, положительными персонажами.
В игре Heroes of Might and Magic V: Tribes of the East рассказывается о происхождении орков. Во время войны с демонами в городе Шахибдия в преступников вливали кровь демонов, чтобы создать вид воинов-рабов. Когда война кончилась, орков сделали рабами, но мудрый орк Куньяк вместе с шаманом Бату сумели освободиться из оков «Стальных Мужей» и основали своё племя. Его потомок Курак продолжил дело предка: освободил остальных орков-рабов и уничтожил город человеческого Герцогства Ворона. При новом хане Готае они объединились с другими расами Асхана и выбили ненавистных всем демонов.
В игре Might & Magic Heroes VI орки играют ту же роль, что и в предыдущей игре серии, при этом являясь верными друзьями герцогства Грифона. В этой игре культура орков создана с упором на ацтекскую, возможно из-за их проживания на островах в джунглях.
В Might and Magic Heroes VII орки снова возвращаются в качестве играбельной фракции. Роль у них аналогична таковой в Heroes VI. Но в этот раз появляется новая их разновидность — «Пустынные орки», кочующие по пустыне Сахаар к югу от страны магов. Их типаж основан на древнеарабской и бедуинской культурах.

### Во вселеннойWarcraft
В играх Warcraft: Orcs & Humans и Warcraft II: Tides of Darkness орки изображены безжалостными монстрами, одержимыми идеей захвата мира Азерот. Они вступают в ожесточённую войну с человеческим Альянсом, который исконно проживает на Азероте. В обеих играх оркам в начале сопутствует удача, но в конце они терпят окончательный разгром.
В Warcraft III: Reign of Chaos орки были совращены и порабощены демоническим Пылающим Легионом, который использовал их как марионеток для уничтожения Азерота. Орки изначально являются благородной расой, имеющей свои законы, устои и правила. И они, возрождая своё благородное начало, освобождаются от пагубного влияния Легиона. Начиная с этой игры орки предстают положительными персонажами. В Warcraft III некоторые лидеры орков напоминают самураев и даже носят имена, похожие на японские (Самуро, Гэндзюрос, Дзюбей). Также у них имеются бунчуки.
В World of Warcraft орки представлены как одна из играбельных рас.

### У Кирилла Еськова
В романе русского писателя Кирилла Еськова «Последний кольценосец» (1999) орки или «орокуэны» представляют собой «приземистый и широкоскулый» народ, населяющий Мордор и враждующий с эльфами. Изначально по типу хозяйства орки были кочевниками, однако, объединившись с горными троллями вокруг города Барад-дур в горгоратском оазисе, создали мордорскую цивилизацию. В стране орков растет саксаул, а накидки они себе делают из шерсти бактриана.

### Во вселенных Warhammer
В многочисленных вселенных производства компании Games Workshop — Warhammer AOS, Old World, 40 000 орки причислены к более широкой видовой принадлежности «оркоидов», включающих в себя в том числе и гоблинов, снотлингов, гретчинов и сквигов. Всему зеленокожему виду также придано некое наукообразное описание. В частности, оркоиды вселенной Warhammer 40 000 описаны как симбиотические организмы, сочетающие в себе как животные (почти идентичные человеческим) гены, так и гены грибов и/или водорослей. Именно «растительная» сущность придаёт им зелёный цвет кожи. Анатомия и физиология орков относительно детально описаны, включая объединение кровеносной и пищеварительной систем, размножение спорами и так далее. Орки этих вселенных преимущественно имеют ширко расставленные ноги, низко посаженную голову, мускулистое тело, широкую челюсть и частичное или полное отсутствие носа, что делает их внешне схожими с прямоходящими обезьянами (например, гориллами). Также для орков этих вселенных характерна определённая религиозность, в основе которой находится дихотомичный пантеон богов Горка и Морка.